# Mobula tarapacana
Espèce
Statut de conservation UICN

EN : En danger
Mobula tarapacana, aussi appelé Diable géant de Guinée ou Mante chilienne, est une raie de la famille des Mobulidae décrite pour la première fois en 1892 par Philippi. Elle est répartie de façon globale dans les zones tropicale et subtropicale, mais ses populations sont très fragmentées. Elle peut atteindre 370 cm d'envergure.

## Morphologie
La taille de Mobula tarapacana à maturité est généralement de 270-280 cm pour les femelles et de 198-250 cm pour les mâles. Elles peuvent atteindre 370 cm de largeur de disque. Leur dos est de couleur grisâtre vert à grisâtre brun tandis que leur face ventrale est blanche du côté antérieur et gris pâle du côté postérieur. Sa nageoire dorsale est unie, sans pointe blanche. Leur bouche est sub-terminale et leur queue en forme de fouet est courte et rigide, de taille bien inférieure à la largeur de disque chez l'adulte. Elle peut être de taille un peu supérieure à la largeur de disque lors des stades juvéniles.

## Biologie

### Comportement
Longtemps considérée comme une espèce épipélagique, les Diables géants de Guinée peuvent en réalité plonger à des profondeurs de 2000 m dans la zone bathypélagique, ce qui en fait un des animaux océaniques qui plonge le plus profond. 
D’après les données récoltées via marquage, les plongés à 2000 m dans des eaux à 4°C ne durent que 60 à 90 minutes toutes les 24h. Par contre, des descentes à 1000 m sont fréquemment observées pendent des durées pouvant atteindre 11h. Leur vitesse de descente est de 6 m/s, ce qui les classe parmi les poissons et mammifères marins les plus rapides derrière les Istiophoridés. La remontée est plus lente et progressive avec des étapes de nage horizontale. 
Des capacités physiologiques très exigeantes sont nécessaires pour résister à la pression, à la température et, dans certaines zones, au peu d’oxygène dissous présents à ces profondeurs. En effet, les Mobula tarapacana possèdent un rete mirabile bien développé dans les nageoires pectorales et autour de la cavité crânienne. Les muscles pectoraux sont les principaux organes de locomotion des raies, et les fibres musculaires rouges de ces nageoires sont susceptibles de générer une chaleur importante qui est ensuite transférée au cerveau et aux autres organes sensoriels. Les réseaux admirables (rete) présents dans les nageoires expliquent également la vitesse de descente. 
La présence de l’endothermie cranienne chez les M. tarapacana fournit une preuve que ces animaux cherchent activement de la nourriture en profondeur comme c’est le cas pour d’autres poissons avec rête (rete) cranien (istiophoridés, thons et requins lamnidés). Les plongées longues de 11h dans des eaux aux températures inférieures à 10°C ne sont pour le moment pas encore physiologiquement expliquées. Une hypothèse serait que ces longues plongées ne soient pas associés à une recherche de nourriture, mais plutôt associées à des déplacements. Dans ce cas-là, il serait vraisemblablement inutile de maintenir une fonction cérébrale ou une acuité visuelle élevée.

### Régime alimentaire
Mobula tarapacana se nourrit de plancton, de crustacés mais semble aussi être spécialisée dans la capture de petits poissons, qu'elle capture en s'élançant dans les bancs de ceux-ci. Elle filtre l’eau grâce à ses plaques branchiales.
Le rôle dans les réseaux alimentaires en haute mer, notamment pour les proies méso- et bathypélagiques est encore très peu étudié. Cette méconnaissance a des implications importantes en matière de conservation.

### Reproduction et espérance de vie
Les Mobula tarapacana ont un des taux de reproduction les plus faibles des Mobulidés. Les petits naissent avec une taille d'environ 105 à 139 cm de diamètre de disque. L'âge à maturité et l'âge maximal sont inconnus. On peut les déduire de Mobula mobular qui a un âge à maturité de 5-6 ans et un âge maximal de 20 ans, ce qui donne une durée de génération de 12,8 ans.

## Répartition et habitat

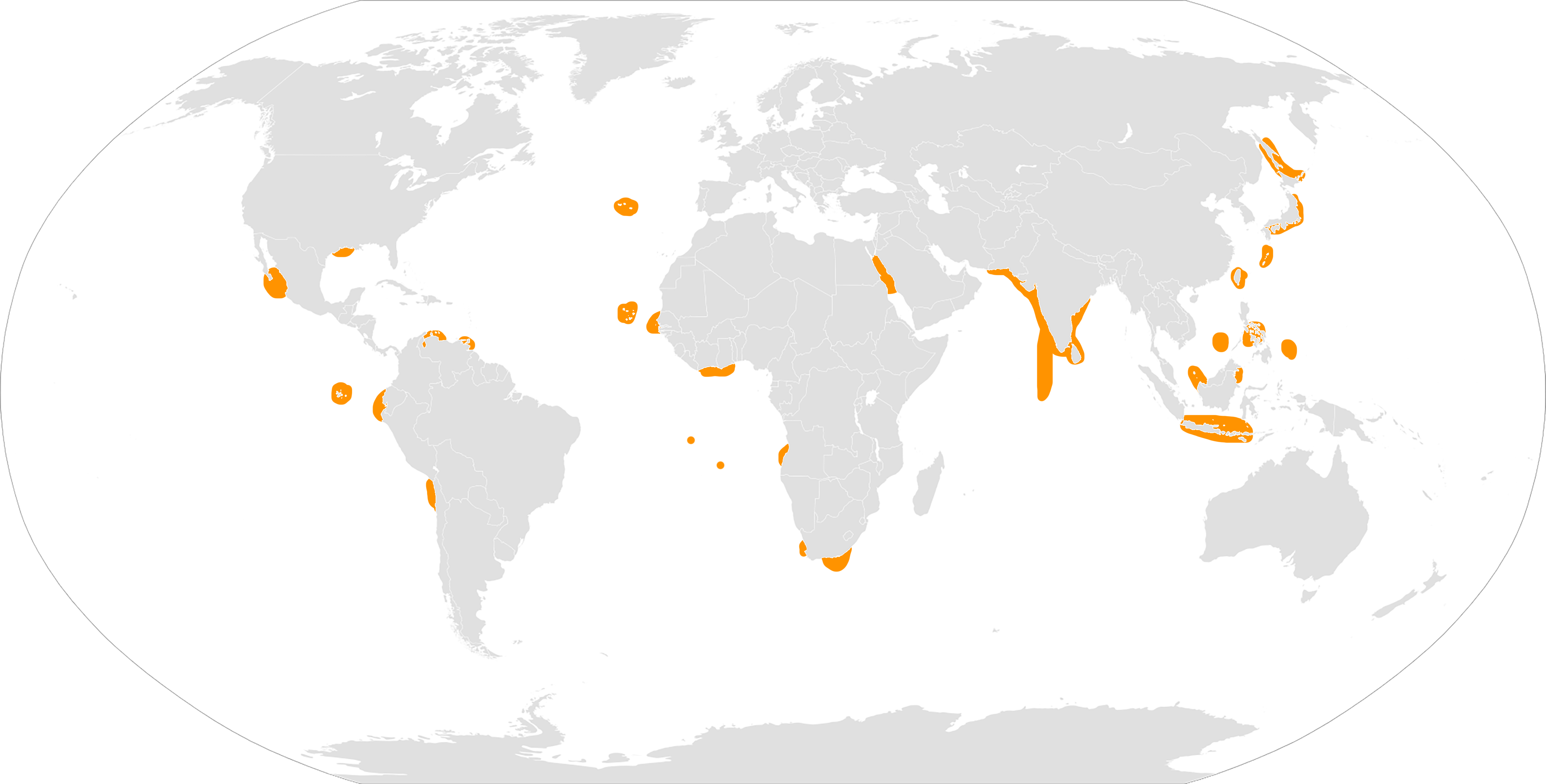
Aire de répartition de Mobula tarapacana.

On la trouve dans les eaux tropicales, subtropicales et tempérées des océans Pacifique, Atlantique et Indien,.
C’est une espèce principalement pélagique mais on la retrouve également le long des côtes. Elle est capable de longues migrations saisonnières, seule ou en petits groupes. Des migrations de 3800 km ont été observées chez des individus marqués .
Pendant les mois les plus chauds, on observe des grandes concentrations de Mobula tarapacana dans le golfe de Californie, aux Acores, à St Pierre et St Paul au Brésil et autour de l’île Cocos au Costa Rica.

## État des populations et menaces
Il n'existe pas de donnée historique sur les populations et les chiffres de la population mondiale sont inconnus (pour toutes les espèces de diable). Cependant, mondialement, on soupçonne un gros déclin à l'échelle du genre sur la base de la diminution des données d'observation. En outre, les pêcheurs rapportent qu'il est de plus en plus difficile de s'en procurer, les prix augmentant alors que l'offre continue de diminuer. 
En Inde, on observe une baisse de 51% du taux de capture en 10 ans. En Indonésie, les taux de capture ont diminué de 63 à 94% en 15 ans malgré une augmentation des efforts de pêche. Autour de l’ile Cocos au Costa Rica, un déclin de 78% a été observé par les plongeurs en 20 ans. Dans l’ensemble, les données montrent un déclin dans les populations particulièrement dans les zones connues pour abriter des grandes populations, où on observe une diminution de 50 à 99% au cours des trois dernières générations. Mais les relevés de données sont très localisés et ne reflètent peut-être pas complètement l’état de la population mondiale. Néanmoins, au vu des niveaux d’exploitation actuels et futurs, des fortes tendances au déclin des populations observées, de l’écologie de migration et des incertitudes sur les données de certaines régions, on soupçonne que la population mondiale a subi une diminution de 50 à 79% en trois génération (38 ans) et subira une même diminution lors des trois prochaines.
Les Mobula tarapacana sont la cible de pêche volontaire ou accidentelle par des pêcheries industrielles ou artisanales. Comme la plupart des Mobulidés, elles sont des cibles faciles en raison de leur grande taille, leur nage lente, leur tendance à se regrouper ou leurs manques d’évitement de l’homme.
Elle est pêchée pour sa viande, sa peau, son cartilage, son huile de foie et ses plaques branchiales. Le cartilage et la peau sont couramment utilisées pour les produits en cuir (chaussures, portefeuilles et manches de couteaux). Mais ce sont les plaques branchiales qui atteignent des prix élevés en Asie pour son utilisation dans remèdes chinois. 
Parmi d’autres menaces, on peut citer la destruction et la dégradation de l'habitat, le changement climatique, l'acidification des océans, les marées noires et d'autres pollutions et contaminants (par exemple, les métaux lourds). Les industries du tourisme peuvent également, dans une certaine mesure, avoir un impact négatif sur le comportement individuel et perturber d'importants comportements sociaux.

## Actions de conservations
Le succès des actions convenues par les traités internationaux dépend de la mise en œuvre au niveau national. C’est là que le suivi fait actuellement défaut. Les Mobula tarapacana ont été inscrites à l'annexe de la Convention sur la conservation des espèces migratrices appartenant à la faune sauvage (CMS) en 2014 et de la Convention sur le commerce international des espèces de faune et de flore sauvages menacées d'extinction (CITES) en 2016. 
Pour permettre la reconstitution de la population, il est recommandé d'interdire les prises de Mobulidés, conformément à plusieurs accords internationaux, au moins tant que les populations mondiales sont menacées. 
Il est aussi urgent d'améliorer la communication des données sur les captures et les rejets, de fixer des limites régionales et nationales aux captures sur la base d'avis scientifiques, de déployer des efforts pour minimiser la mortalité des captures accidentelles, de mettre en place des protocoles de remise à l'eau en toute sécurité et d'élaborer des codes de conduite pour un tourisme responsable.